# Northwood (New Hampshire)
Northwood – miasto w Stanach Zjednoczonych, w stanie New Hampshire, w hrabstwie Rockingham.